# Arvid Widerberg

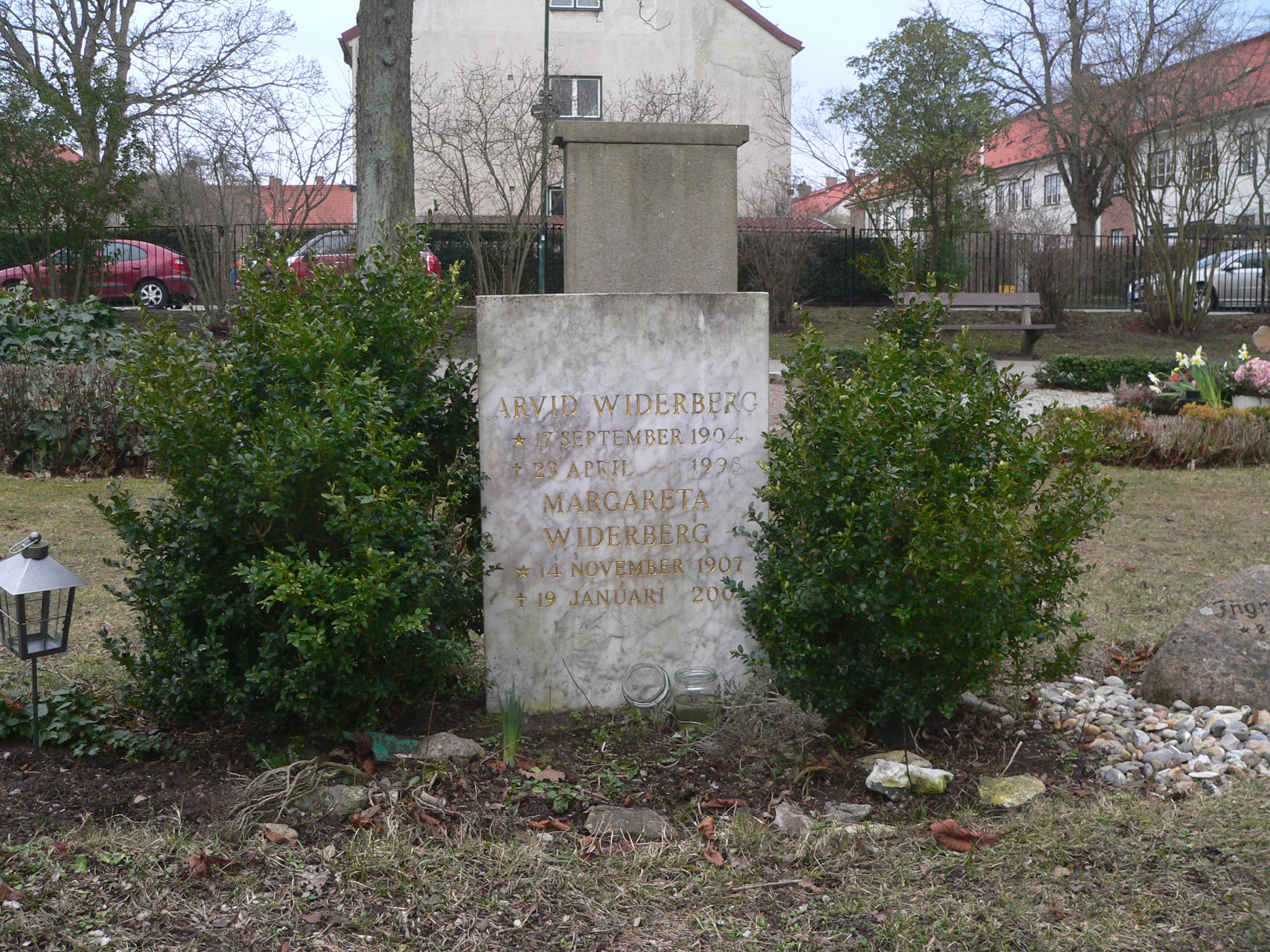
Widerbergs grav på Sankt Pauli mellersta kyrkogård (kvarter 3, gravplats 326).

Arvid Bernhard Widerberg, född 17 september 1904 i Lund, död 23 april 1998 i S:t Johannes församling i Malmö, var en svensk målare och grafiker.

## Biografi
Han var son till köpmannen Olof Widerberg och Maria Nilsson och från 1930 gift med Margaretha Gustafsson (1907–2001) samt far till Bo Widerberg. Han var yrkesverksam som kontorsvaktmästare och blev en autodidakt konstnär efter att han övertog sin sons färger och penslar som blivit liggande. Han var tidigare verksam med modellbygge och hade sinne för detaljer och precision som till en början kom att prägla hans bildkonst. Motiven till sina första målningar hämtade han från en fjärran fantasivärld med mörkhyade män i orientaliska dräkter. Efter den första Pars-resan 1955 förändrades hans konst och han kom mer att utföra stadsbilder ofta med ett sluttande perspektiv. Även om det var noggranna verklighetsstudier bakom målningarna var de fritt komponerade fyllda med fantasifulla accenter. Omkring 1958 utvidgar han sin motivkrets med landskapsskildringar. Han var känd för sina naivistiska bilder av byggnader och stadslandskap där han kunde måla en Skånegård med kullerstensväggar, blommande tulpaner och nyplöjda fält. Han kom först under 1960 att ägna sig helt åt sin konstnärliga verksamhet och arbetade tidigare både som kontorsvaktmästare och chaufför. Separat ställde han bland annat ut på SDS-hallen i Malmö 1960, Gummesons konsthall i Stockholm 1964 samt Malmö konsthall. Tillsammans med Ernst Gullberg ställde han ut på Galerie Colibri i Malmö 1955 och han medverkade sedan 1956 i Skånes konstförenings samlingsutställningar i Malmö och Lund, Liljevalchs konsthalls Stockholmssalonger och  Svenska institutet i Paris. Han var representerad i vandringsutställningen 12 Swedish Painters som visades i USA 1962–1963. För Folkrörelsen Konstfrämjandet utförde han 1963 litografin Operan, Paris som visades i organisationens vandringsutställningar.  Några av hans verk kan ses i den scen i sonens debutfilm Barnvagnen i vilken rollfiguren Björn (spelad av Thommy Berggren) samtalar med sin borgerliga mor. I den av sonsonen Martin Widerberg färdigställda dokumentärfilmen Alla är äldre än jag berättas om bland annat Arvid Widerbergs liv. 
Widerberg är representerad vid bland annat Moderna museet  i Stockholm, Kalmar konstmuseum, Malmö museum, Malmö rådhus och Lunds universitets konstsamling. 
Arvid Widerberg är begravd på Sankt Pauli mellersta kyrkogård i Malmö.